# Grimmia trichophylla

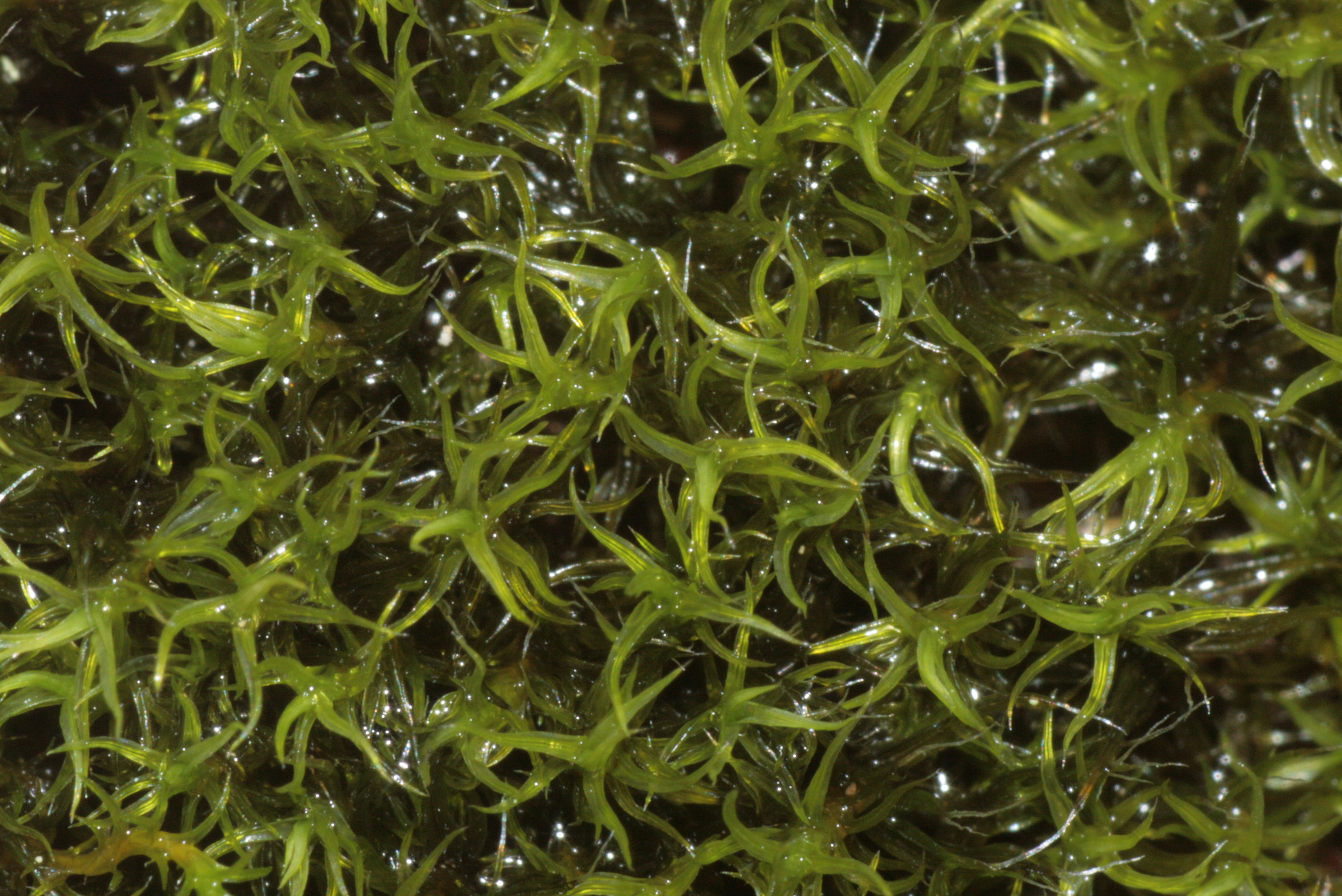
Feuchte Pflanzen

Grimmia trichophylla (Haarblatt-Kissenmoos) ist eine Laubmoos-Art aus der Familie Grimmiaceae.

## Merkmale
Grimmia trichophylla bildet lockere, leicht zerfallende, gelbgrüne bis dunkelgrüne, durch die Glashaare grauschimmernde Rasen. Die bogig aufsteigenden bis aufrechten Stämmchen sind bis 3 Zentimeter hoch. Der Stämmchenquerschnitt zeigt einen kleinen Zentralstrang. Die trocken locker anliegenden und etwas gedrehten, feucht abstehenden Blätter sind 2 bis 3,5 Millimeter lang, 0,3 bis 0,4 Millimeter breit, aus breiterer Basis allmählich in eine lange Spitze ausgezogen und tragen ein oft langes, schwach gezähntes bis fast glattes Glashaar. Der Blattrand ist vielfach an nur einer Seite nach außen umgebogen, die obere Blatthälfte ist deutlich gekielt und im Querschnitt V-förmig. Die gut entwickelte Blattrippe ist ziemlich gleich breit, unten verflacht, sonst auf der Rückseite abgerundet. Der Rippen-Querschnitt weist im untersten Teil drei bis vier, im mittleren Teil zwei basale (an der Oberseite gelegene) Deuterzellen auf.
Die Lamina ist großteils einzellschichtig, ausgenommen die bis über die Mitte herab zwei- bis vierschichtigen Blattränder und einzelne kleinere zweizellschichtige Stellen der Lamina in der oberen Blatthälfte. Die Laminazellen am Blattgrund sind in Rippennähe verlängert rechteckig und gleichmäßig verdickt, gegen die Ränder zu kürzer und am äußersten Rand oft wieder verlängert; im oberen Blattteil sind die Zellen kurz rechteckig bis meist rundlich-quadratisch, mit mäßig dickwandigen und etwas buchtigen Zellwänden.
Das diözische Moos fruchtet recht selten. Die anfangs herabgebogene, später mehr aufgerichtete Seta ist bis 5 Millimeter lang, die länglich-eiförmige, bleichbraune Sporenkapsel hat 8 deutliche Längsrippen. Der Kapseldeckel ist gerade geschnäbelt, die Kalyptra mützenförmig gelappt. Gelegentlich werden Brutkörper gebildet, sie sind mehrzellig und befinden sich zahlreich an kurzen Trägern auf der Blattrückseite nahe der Blattbasis.

## Synonyme
Synonyme sind:
- Dryptodon trichophyllus (Grev.) Brid.
- Grimmia austrofunalis auct. eur. non Müll.Hal.
- Grimmia britannica A.J.E.Sm.
- Grimmia stirtonii Schimp.
- Grimmia subsquarrosa Wilson
- Grimmia trichophylla var. subsquarrosa (Wilson) A.J.E.Smith
- Grimmia trichophylla var. tenuis (Wahlenb.) Wijk & Margad.

## Verbreitung und Standortansprüche
Grimmia trichophylla wächst auf kalkfreiem oder kalkarmem Silikatgestein an sonnigen, trockenen Standorten, gerne auf kleineren Blöcken und in Blockhalden.
Weltweit gibt es Vorkommen in Europa (der Norden ausgenommen), Teilen von Asien, in Nordafrika, Amerika, Australien, Neuseeland und Hawaii.